# UFC 205
UFC 205: Alvarez vs. McGregor — событие организации смешанных боевых искусств Ultimate Fighting Championship, которое прошло 12 ноября 2016 года на спортивной арене Мэдисон-сквер-гарден в городе Нью-Йорк, штат Нью-Йорк, США.

## Положение до турнира

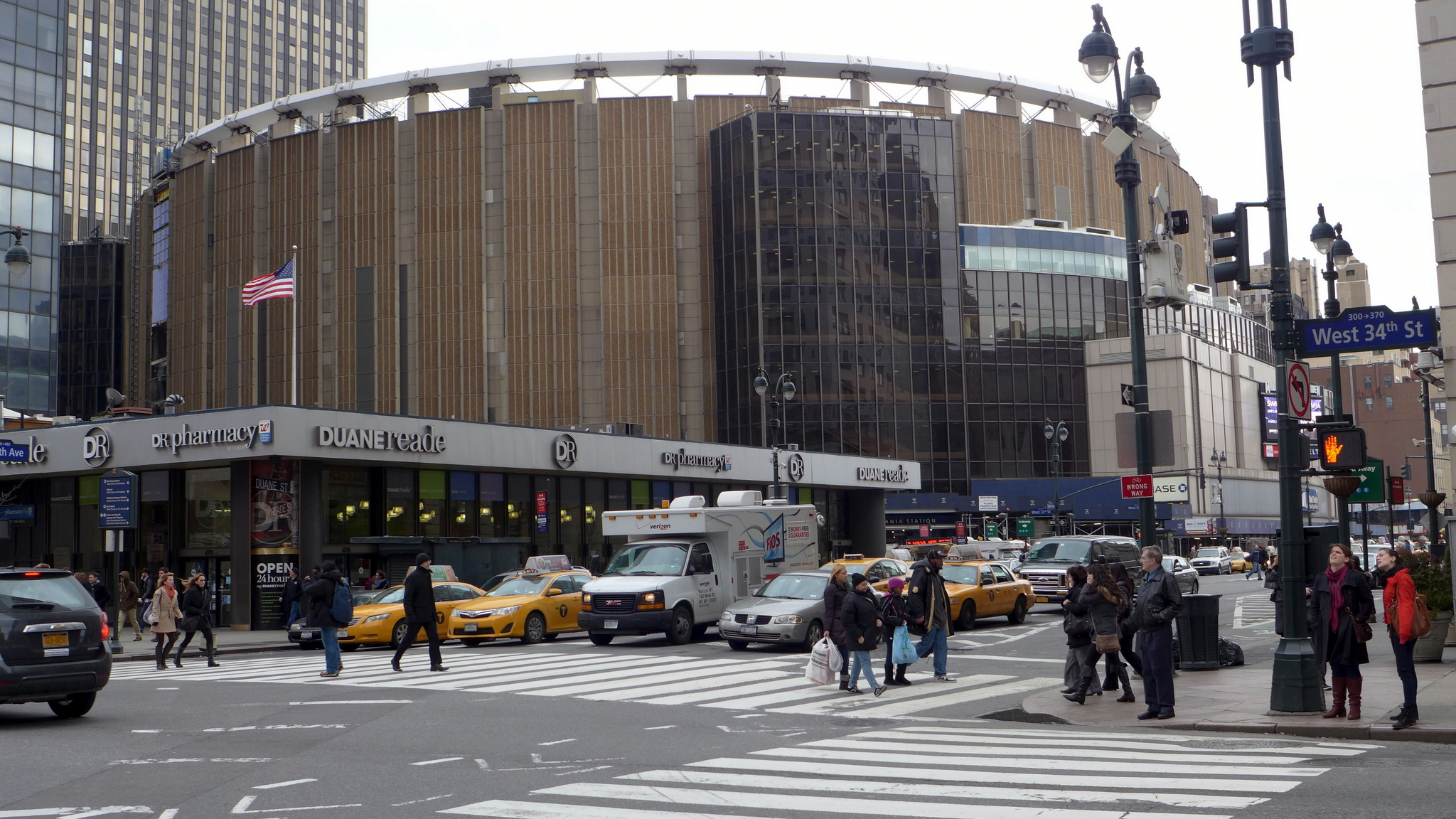
Мэдисон-сквер-гарден

Это событие будет первым для UFC в Нью-Йорке. Также это событие стала первым для UFC в штате Нью-Йорк после длительного запрета на проведение смешанных единоборств, который был снят в апреле 2016. Последним событием UFC в штате, был UFC 7 в городе Буффало в сентябре 1995.
UFC неоднократно пытались превзойти закон, запрещающий проведение смешанных единоборств в штате и однажды пошли на радикальные меры. Они анонсировали турнир UFC 197 на Мэдисон-сквер-гарден, несмотря на то, что запрет находился в силе. Однако позже было объявлено что федеральный судья Кимба М. Вуда оставил запрет в силе и событие пришлось переместить в Лас-Вегас, Невада, США.
Главным событием турнира стал бой за титул чемпиона UFC в лёгком весе, между действующим чемпионом Эдди Альваресом и действующим чемпионом UFC в полулёгком весе Конором Макгрегором. В истории UFC это второй случай, когда два чемпиона в разных весовых категориях бились за один из поясов. Впервые это произошло на UFC 94 в январе 2009, когда тогдашний чемпион UFC в полусреднем весе Жорж Сен-Пьер защищал свой титул против чемпиона UFC в лёгком весе Би Джей Пенна.
Изначально Эдди Альварес должен был защищать свой титул против первого номера рейтинга легковесов UFC Хабиба Нурмагомедова, однако 21 сентября было объявлено что Альварес пропустил крайнюю дату для подписания контракта на бой и он переносится на UFC 206 в декабре. 27 сентября стало известно что с Альваресом будет драться Конор Макгрегор.
Во втором главном бое вечера действующий чемпион UFC в полусреднем весе Тайрон Вудли  защищал свой титул против пятикратного чемпиона мира по кикбоксингу Стивена Томпсона.
На тот момент действующая чемпионка UFC в минимальном весе Йоанна Енджейчик  защищала свой титул против соотечественницы Каролины Ковалькевич. Енджейчик и Ковалькевич уже встречались на любительском уровне, тогда победу болевым одержала Енджейчик.
Таким образом на одном турнире состоялся сразу три боя за титулы.
Бой между бывшим чемпионом UFC в полусреднем весе Робби Лоулером и Дональдом Серроне был первым анонсирован на этот турнир. Однако несколько дней спустя Робби Лоулер отказался от поединка, сославшись на недостаток времени на восстановление, после своего последнего боя, в котором он проиграл свой титул Тайрону Вудли. Он был заменён на победителя The Ultimate Fighter Келвина Гастелума, который должен был драться с Хорхе Масвидалем неделей ранее.
Бой в лёгком весе между Элом Яквинтой и бывшим претендентом на пояс чемпиона UFC в полусреднем весе Тиагу Алвисом изначально должен был пройти на UFC 202, но был перенесён на это событие. 19 сентября Эл Яквинта объявил о том что он выбывает из боя, потому что не смог договориться с UFC о новом контракте. На замену вышел Джим Миллер.
Было два значительных боя в средней весовой категории. Тим Кеннеди встретился с бывшим чемпионом UFC в полутяжёлом весе и дебютантом среднего веса Рашадом Эвансом. Бывший чемпион UFC в среднем весе Крис Вайдман встретился с серебряным медалистом олимпийских игр Йоэлем Ромеро
В полулёгком весе состоялся бой между бывшим чемпионом UFC в лёгком весе Фрэнки Эдгаром и Джереми Стивенсом.
Хабиб Нурмагомедов изначально должен был драться с Эдди Альваресом за титул в лёгком весе, в тот день дрался с Майклом Джонсоном.
Бывшая чемпионка UFC Миша Тейт сразилась  с Ракель Пеннингтон

## Бои
| Категория                            |                      |      |                      | Способ                                           | Раунд | Время |
| Основные бои                         |                      |      |                      |                                                  |       |       |
| Лёгкий веc                           | Конор Макгрегор (ч)  | поб. | Эдди Альварес (ч)    | Технический нокаут (удары)                       | 2     | 3:04  |
| Полусредний веc                      | Тайрон Вудли (ч)     | пр.  | Стивен Томпсон       | Ничья (большинство) (47-47, 47-47, 48-47)        | 5     | 5:00  |
| Женский минимальный вес              | Йоанна Енджейчик (ч) | поб. | Каролина Ковалькевич | Единогласное решение (49-46, 49-46, 49-46)       | 5     | 5:00  |
| Средний вес                          | Йоэль Ромеро         | поб. | Крис Вайдман         | Технический нокаут (удар коленом и удары руками) | 3     | 0:24  |
| Женский легчайший вес                | Ракель Пеннингтон    | поб. | Миша Тейт            | Единогласное решение (29-28, 30-27, 30-27)       | 3     | 5:00  |
| Предварительные бои (Fox Sports 1)   |                      |      |                      |                                                  |       |       |
| Полулегкий вес                       | Фрэнки Эдгар         | поб. | Джереми Стивенс      | Единогласное решение (30-27, 30-27, 29-28)       | 3     | 5:00  |
| Лёгкий вес                           | Хабиб Нурмагомедов   | поб. | Майкл Джонсон        | Болевой приём (кимура)                           | 3     | 2:31  |
| Средний вес                          | Тим Боуч             | поб. | Рафаэл Натал         | Технический нокаут (удары)                       | 1     | 3:22  |
| Полусредний вес                      | Висенте Луке         | поб. | Белал Мухаммад       | Нокаут (удар)                                    | 1     | 1:19  |
| Предварительные бои (UFC Fight Pass) |                      |      |                      |                                                  |       |       |
| Лёгкий вес                           | Джим Миллер          | поб. | Тиагу Алвис          | Единогласное решение (30-27, 29-28, 30-27)       | 3     | 5:00  |
| Женский легчайший вес                | Лиз Кармуш           | поб. | Кэтлин Чукагян       | Раздельное решение (28-29, 29-28, 29-28)         | 3     | 5:00  |